# Nuove-Roman
Nuove-Roman ist eine Plansprache. Sie wurde vom Linzer Lehrer Johann Puchner entwickelt und 1897 im Eigenverlag veröffentlicht. Puchner wollte mit Nuove-Roman eine Plansprache entwickeln, die möglichst breite Annahme findet, so basierte er seine neue Sprache auf Italienisch, Spanisch, Lateinisch, Französisch, Englisch und Deutsch.
Erwähnt wurde die Sprache in der Literatur unter anderem in One language for the world von Mario Pei.